# Scacciapensieri
Lo scacciapensieri è uno strumento idiofono lamellofono, costituito da una struttura di metallo o legno, diffuso con diversi nomi e forme nel continente indo-europeo. La forma più comune è ripiegata su sé stessa a forma di ferro di cavallo in modo da creare uno spazio libero, in mezzo al quale si trova una sottile lamella di metallo che da un lato è fissata alla struttura dello strumento e dall'altro lato è libera. La cassa armonica di risonanza è costituita dalla cavità orale.

## Storia
Questo strumento è considerato uno dei più antichi al mondo, ben noto anche ai Romani, che potrebbero averlo esportato in Francia e Gran Bretagna, visti i recenti ritrovamenti archeologici. Era precedentemente noto in Oriente: un musicista che lo sta apparentemente suonando appare in un disegno cinese del IV secolo a.C.
Il nome scacciapensieri viene riportato la prima volta nel 1722 da padre Filippo Bonanni nel suo saggio Gabinetto Armonico.

## Suono

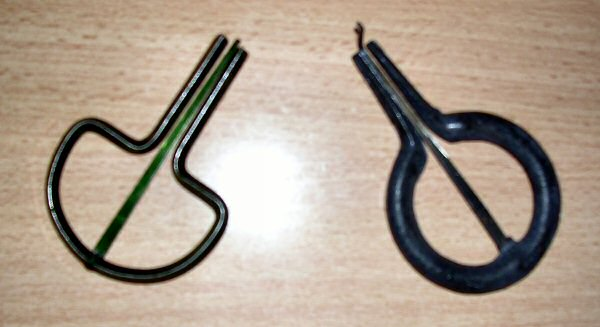
Due scacciapensieri. A sinistra uno di fattura industriale austriaca, a destra uno artigianale siciliano.

Lo strumento si suona ponendo l'estremità con l'ancia libera poggiata sugli incisivi (senza stringere troppo) e pizzicando la lamella con un dito mentre si cambia la dimensione della cavità orale per regolare l'altezza dei suoni che può avvenire anche per mezzo di diversi posizionamenti della lingua. L'oggetto dovrebbe diventare un tutt'uno con il corpo del musicista. Bisogna però fare attenzione a non fare urtare la lamella contro i denti, poiché potrebbe procurare danni permanenti; inoltre, suonare lo scacciapensieri per un lungo periodo danneggia comunque i denti con il rischio di dolori. Per sicurezza, un altro modo per suonare uno scacciapensieri è quello di posizionare l'ancia libera davanti ai denti senza stringerla.
Lo scacciapensieri moderno si suona in quattro modi:
- pizzicando la lamella normalmente e muovendo la lingua (emette vibrazioni variabili accompagnate dal basso suono unico e proprio),
- pizzicando la lamella aumentando contemporaneamente l'estensione della cavità orale,
- pizzicando la lamella respirando contemporaneamente (emette un suono unico senza vibrazioni),
- pizzicando la lamella emettendo dalle corde vocali suoni più o meno armonici rispetto a quello fisso della lamella.

È uno strumento diffuso praticamente in tutto il mondo con caratteristiche morfologiche diverse; in Europa e India se ne hanno tracce a partire dal XIV secolo.
Il compositore Johann Georg Albrechtsberger, attivo nella seconda metà del XVIII secolo, compose due concerti per scacciapensieri, mandolino e orchestra: il Concerto in mi maggiore e il Concerto in fa maggiore.

## Produzione europea
L'Europa è stata teatro di importanti produzioni industriali dello strumento: le più importanti sono quella di Molln, sulle Alpi austriache, attiva ancora oggi, e quella inglese, spentasi tra gli anni '60 e i '70.
In Italia invece uno dei più importanti centri di produzione di scacciapensieri era situato in alcune frazioni dell'alta Valsesia, in Piemonte, ai piedi del Monte Rosa; tra queste frazioni, la più conosciuta e forse la più attiva era Boccorio (gli strumenti venivano chiamati cirimia, ribeba, ciribebola) . La produzione valsesiana, attiva e documentata fin dal XVI secolo è scomparsa gradualmente nella seconda metà del XIX secolo; nei periodi di massima attività viene riferita la fabbricazione di circa 1 500 000 strumenti annui e l'esportazione di questi in tutta la penisola e poi in Europa fino ad arrivare in America centrale e settentrionale.

## Musica popolare italiana
In Italia è piuttosto diffuso in Sardegna dove è noto come trunfa o trumba e in Sicilia dove è noto come marranzànu, mariòlu o ngannalarrùni ed è spesso utilizzato nella musica siciliana per accompagnare canzoni (la canzuna siciliana) e tarantelle.
A Catania ogni anno si svolge il "Marranzano World Fest".
Anche in altre regioni italiane, tuttavia, questo strumento è radicato nella cultura musicale, specialmente nel Meridione: degna di citazione è infatti la tromma tipica della tradizione campana, le cui prime testimonianze risalgono addirittura al XIV secolo.

## Nelle altre culture
Nelle culture asiatiche lo strumento è costituito da un'unica lamella di bambù con una lingua mobile molto sottile al centro che viene pizzicata. In queste zone (per esempio nell'altopiano del Tibet), lo scacciapensieri viene suonato contemporaneamente all'emissione di un particolarissimo canto bifonico, tipico di queste regioni. Tale canto prevede l'emissione di due o più suoni vocali che, esaltando gli armonici, vengono prodotti contemporaneamente.

### Musica tradizionale turca
Lo strumento è anche usato dai popoli Jakuti e dai Tuvani con il nome xomus, o khomus.

### Musica filippina
Lo scacciapensieri di bambù conosciuto come kubing o kumbing è usato nelle Filippine, ed è presente in molte canzoni neo-popolari di artisti quali Joey Ayala e Grace Nono.
Gli igorot sono gli unici che producono l'afiw (lo scacciapensieri) fatto di bronzo.

### Musica sindhi
Nel Sindh lo scacciapensieri è chiamato in sindhi چنگُ‎, changu. Nella musica sindhi è uno strumento da accompagnamento.
Uno dei più famosi suonatori è Amir Bux Ruunjho.

### Musica russa
Nelle regioni siberiane, in particolar modo quelle abitate dalle popolazioni Evenchi, questo strumento è chiamato vargan, e viene utilizzato con caratteristiche morfologiche diverse. In Russia, lo strumento si presenta con una forma più allungata rispetto a quella italiana.

## Strumenti musicali simili
- Đàn môi, un tipo di scacciapensieri del Vietnam
- Gogona, uno strumento simile suonato dal popolo assamese (soprattutto dalle donne) mentre si canta e si balla Bihu
- Kouxian, la versione cinese
- Mukkuri, uno strumento di bambù tradizionale degli Ainu in Giappone, simile allo scacciapensieri.